# Marillion.com
marillion.com – jedenasty album studyjny Marillion.
Utwory "Tumble Down The Years" i "Interior Lulu" były pierwotnie napisane na album Radiation.
Marillion nagrał także bonusowe płyty do marillion.com, które nazwał Marillion.co.uk i wysłał do wszystkich którzy legalnie kupili album.

## Skład zespołu
- Steve Hogarth – śpiew
- Steve Rothery – gitara
- Pete Trewavas – gitara basowa
- Mark Kelly – keyboard
- Ian Mosley – perkusja

## Lista utworów
1. "A Legacy" – 6:16
2. "Deserve" – 4:23
3. "Go!" – 6:11
4. "Rich" – 5:42
5. "Enlightened" – 4:59
6. "Built-in Bastard Radar" – 4:52
7. "Tumble Down The Years" – 4:33
8. "Interior Lulu" – 15:14
9. "House" – 10:15